# Cingula katherinae
Cingula katherinae är en snäckart som beskrevs av Bartsch 1912. Cingula katherinae ingår i släktet Cingula och familjen Rissoidae. Inga underarter finns listade i Catalogue of Life.